# MISSIO
Missio (MISSIO) - американський дует, що пише електронну музику, так само відомий своєю темною, емоційною поп-музикою, сформований в 2015 році в Остіні. Він складається з засновника Метью Брю (вокаліста, продюсера) і Девіда Батлера (продюсера, інструменталіста).

## Історія

### Створення гурту
Missio був сформований в січні 2015 року композитором та вокалістом Меттью Брю та його другом, місцевим продюсером та інженером, Девідом Батлером, для співпраці над декількома піснями, а після несподіваного успіху в інтернеті, Брю спільно з Батлером представили Missio на фестивалі SXSW у 2015 році. Метью запросив Девіда офіційно приєднатися до проекту в липні 2015 року. Брю був активним сольним артистом під ім'ям Missio до того, як приєднався Батлер.
Під час інтерв'ю, Брю пояснив, що назва Missio походить від латинського слова «місія». Ця фраза є для нього важливою тим, що нагадує період у його житті, коли він одужував від наркоманії, і, як наслідок, це слово було татуйоване на його руці.

### Loner (2017)
У 2017 році вони підписали угоду з RCA Records і випустили сингл «Middle Fingers», який потрапив на 9 місце в чарт Alternative Songs. Дебютний альбом Missio був випущений 19 травня 2017 року.

### The Darker The Weather // The Better The Man (2019)
Альбом випущений в 2019 році і складається з 13 пісень.

## Дискографія

### Альбоми
- Loner (2017)
- The Darker The Weather // The Better The Man (2019)

### Міні-альбоми (EP's)
- Skeletons: Part 1 (2017)
- Skeletons: Part 2 (2018)

### Сингли
| Year | Title                         | Peak chart positions | Peak chart positions | Peak chart positions | Peak chart positions | Album                                        |
| Year | Title                         | US Alt.              | US Main.             | US Rock              | US Rock Airplay      | Album                                        |
| ---- | ----------------------------- | -------------------- | -------------------- | -------------------- | -------------------- | -------------------------------------------- |
| 2017 | "Middle Fingers"              | 9                    | 16                   | 18                   | 10                   | Loner                                        |
| 2017 | "Everybody Gets High"         | —                    | —                    | —                    | —                    | Loner                                        |
| 2017 | "Bottom of the Deep Blue Sea" | 34                   | —                    | —                    | —                    | Loner                                        |
| 2019 | "I See You"                   | 32                   | —                    | —                    | —                    | The Darker the Weather // The Better the Man |

## Відео
1. Middle Fingers [Архівовано 13 лютого 2020 у Wayback Machine.]
2. KDV [Архівовано 27 травня 2019 у Wayback Machine.]
3. Bottom of the Deep Blue See [Архівовано 29 лютого 2020 у Wayback Machine.]
4. Can I Exist [Архівовано 13 квітня 2019 у Wayback Machine.]
5. Twisted [Архівовано 14 лютого 2020 у Wayback Machine.]
6. Rad Drugz [Архівовано 23 вересня 2019 у Wayback Machine.]
7. I See You [Архівовано 29 лютого 2020 у Wayback Machine.]

1. ↑  Missio Chart History – Alternative Songs. Billboard. Процитовано 4 червня 2019.
2. ↑  Missio Album & Song Chart History – Mainstream Rock. Billboard. Архів оригіналу за 24 березня 2017. Процитовано 24 березня 2017.
3. ↑  Missio Album & Song Chart History – Hot Rock Songs. Billboard. Архів оригіналу за 24 березня 2017. Процитовано 24 березня 2017.
4. ↑  Missio Album & Song Chart History – Rock Airplay. Billboard. Архів оригіналу за 24 березня 2017. Процитовано 24 березня 2017.